# Davis Mountains
Die Davis Mountains sind ein Gebirgszug im westlichen Texas, USA, in der Nähe der Ortschaft Fort Davis, nach der sie benannt sind. Große Teile der Berge sind als Davis Mountains State Park ausgewiesen. Der State Park und die Berge sind ein beliebter Platz für Camping, die Jagd und Wanderungen. Einzige feste Unterkunft ist die Indian Lodge.
Kurz nach der Jahrtausendwende hat die amerikanische Umweltschutzorganisation Nature Conservancy 130 km² Gelände erworben, zusammen mit Schutzrechten für weitere 136,9 km². Dieses Gebiet ist zu bestimmten Zeiten für die Öffentlichkeit zugänglich. 
Das McDonald-Observatorium der University of Texas steht auf dem Mount Locke.